# Kameranegativ
Als Kameranegativ oder Original(negativ) wird in der Filmproduktion der belichtete und entwickelte Film aus einer Bildkamera oder mehreren bezeichnet. Vor der Belichtung spricht man von Rohfilm, vor der Entwicklung vom Latentmaterial, vom lateinischen latēre = offen stehen. Mit dem Kameranegativ werden einige Parameter für spätere Filmkopien vorgegeben, nämlich das Filmformat, das Bildformat und vor allen Dingen die Bildfrequenz, auch wenn in bestimmten Fällen etwa durch Blow-Up beim Umkopieren auf das Vorführformat in der Bildgröße wieder abgewichen werden kann.
Das Kameranegativ ist das Original einer kinematographischen Aufnahme und stellt somit die Qualitäts-Referenz dar, an der sich alle davon erstellten Filmkopien oder Video-Abtastungen messen lassen müssen. Für das Kameranegativ versichert man sich bei der Produktion gegen Beschädigung und Verlust, was groteske Kontraste zwischen dem Sachwert und dem ihm innewohnenden, manchmal nicht umsetzbaren Werten annehmen kann. Ein Drehtag, der Zehn- oder Hunderttausende Euro kostet, liegt so als Filmstreifen mit vielleicht einigen Dutzend Euro Beschaffungs- und Bearbeitungskosten vor.
Nach dem Abschluss der Filmmontage werden die an der Arbeitskopie vorgenommenen Schnitte durch Kopierwerks-Spezialisten des Negativschnitts bildgenau im Kameranegativ nachvollzogen. Danach können die ersten Positiv-Kopien des fertigen Films gezogen werden. Bis in die 1970er Jahre wurden Kameranegative nach der Montage noch mit Schaltkerben in den Rändern versehen, welche beim Lauf durch die Kopiermaschine für die Lichterwechsel gebraucht wurden. Diese zusätzliche physische Schwächung oft gerade an den Klebestellen konnte mit der elektronischen Bilderzählung (FCC) überwunden werden.
Als Interpositiv, Zwischenpositiv oder Meisterkopie bezeichnet man Duplikate, die vom Kameranegativ abstammen (Kopiengeneration).